# Pol nord magnètic

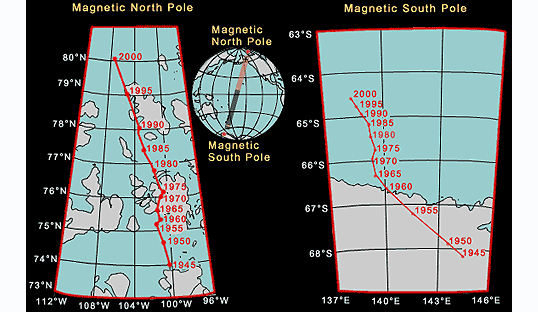
Situació dels pols Nord i Sud magnètics

El Pol Nord magnètic terrestre actualment està situat a uns 1.600 km del pol Nord geogràfic, prop de l'illa de Bathurst, a la part septentrional del Canadà, en el territori de Nunavut. Encara que magnèticament parlant no és exactament un Pol Nord sinó un pol Sud usualment és anomenat així per a no confondre's en parlar de temes relacionats amb la navegació, ja que es fa servir per ressaltar que es parla del Nord que marca la brúixola i no el "real" que normalment porten els mapes.
Aquest lloc canvia contínuament al llarg del temps a una velocitat variable (actualment estimada en 40 km / any), i en altres ocasions ha estat situat en l'hemisferi sud a causa de les inversions periòdiques del camp magnètic terrestre (la darrera, la inversió de Brunhes-Matuyama, va ser fa 780.000 anys). Una brúixola situada horitzontalment en aquest pol apuntaria a qualsevol direcció i si s'està prou a prop, tindria un error considerable, ja que en la majoria de les brúixoles l'agulla tendiria a apuntar cap avall. Les brúixoles no apunten al pol Nord geogràfic sinó al pol Nord magnètic, definit com el lloc on el camp magnètic és perpendicular a la superfície, fet pel qual que en latituds altes són bastant imprecises.

## Pol nord geomagnètic
El Pol nord geomagnètic és el pol del camp geomagnètic de la Terra més proper al nord verdader. El camp magnètic de la Terra no és regular (com ho seria, per exemple, el d'una barra cilíndrica imantada), de manera que si es mesura la direcció del camp magnètic en diferents punts de la Terra (amb brúixoles), trobarem que no hi ha un punt cap al que apuntin totes aquestes brúixoles (apunten cap a llocs lleugerament diferent). Ara bé, pot ser útil trobar un pol nord (i un pol sud) que s'ajusti el millor possible, en mitjana, a les direccions que apunten les brúixoles en el conjunt de la Terra. És a dir, encara que el camp magnètic terrestre sigui més complicat que el que generaria una barra imantada, trobem la barra imantada imaginària que millor s'ajusta al camp magnètic real. Els punts en què l'eix d'aquesta barra interseca la superfície de la Terra s'anomenen pols geomagnètics. Això, que es pot fer emprant tècniques matemàtiques, és el que s'anomena aproximació de primer ordre (o aproximació dipolar) del camp magnètic de la Terra.
Donat que aquesta aproximació es fa tenint en compte les mesures del camp (la direcció en què apunten les brúixoles) en el conjunt de la Terra, no té per què coincidir amb la direcció indicada per la brúixola en un punt concret. Així, el pol nord geomagnètic no té per què coincidir amb el punt en què la brúixola apunta cap avall, que és el pol nord magnètic. L'aproximació de primer ordre del camp magnètic de la Terra és la d'un dipol magnètic (com una barra imantada), inclinat uns 11° respecte a l'eix de rotació de la Terra i centrat al seu nucli. Les diferències entre aquesta aproximació i el camp magnètic terrestre real formen el camp no dipolar. Com l'aproximació dipolar no s'ajusta perfectament al camp magnètic real, en el pol geomagnètic el camp magnètic no té direcció perfectament perpendicular a la superfície (el lloc on sí que la té és el Pol Nord magnètic, que està a uns 30º de longitud del Pol Nord geomagnètic). La seva situació actual és 78,5° N 69° W, a prop de Qaanaaq (Groenlàndia) i es desplaça lentament cap a Sibèria. El primer a arribar al Pol Nord geomagnètic fou David Hempleman-Adams el 1992.